# Anno Koehler

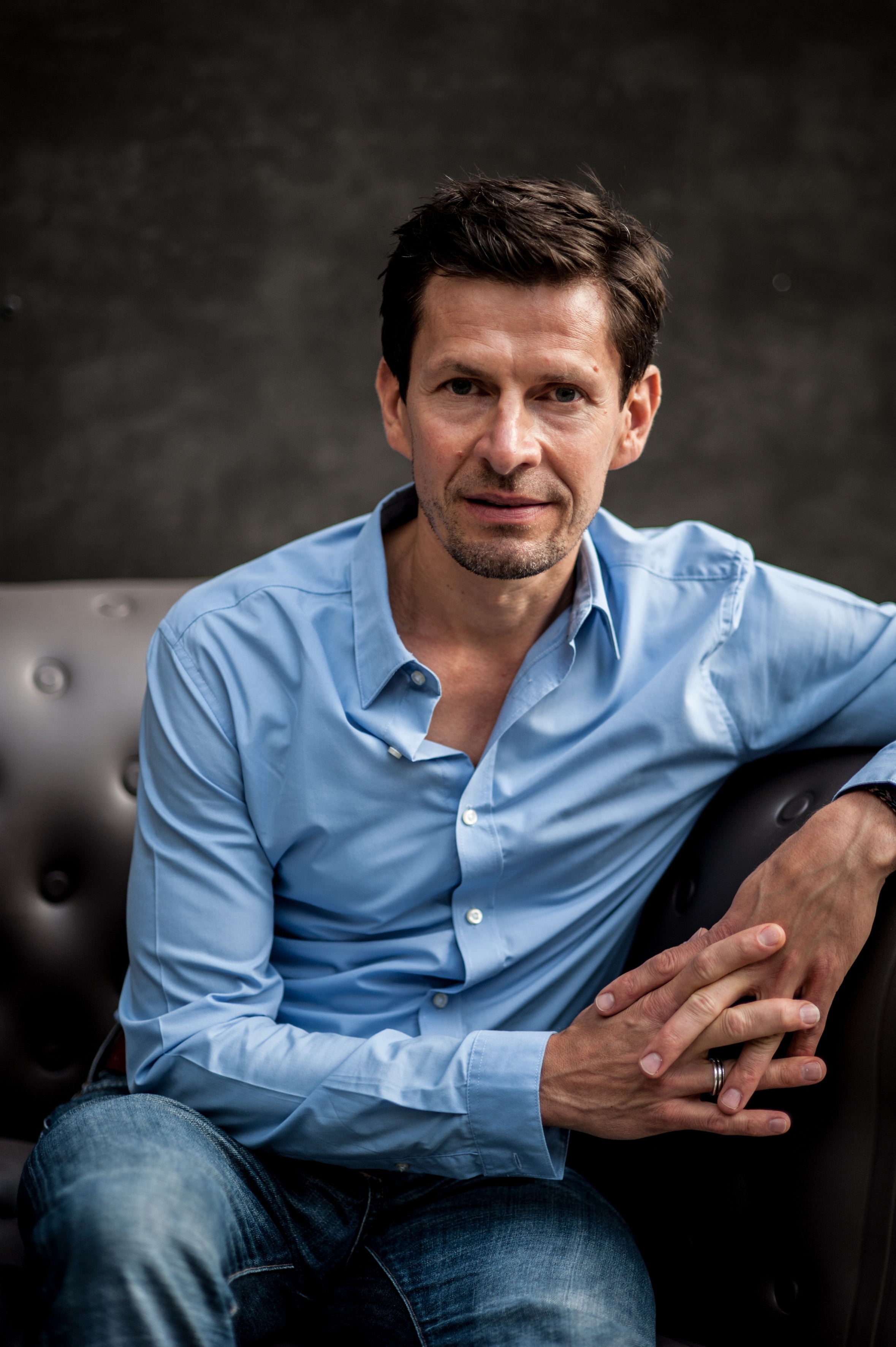
Anno Koehler, 2014

Anno Koehler (* 25. November 1963 in Bamberg, Deutschland) ist ein deutscher Schauspieler und Sprecher.

## Leben
Anno Koehler hatte seine Schauspielausbildung am Konservatorium in Wien sowie in München und New York City. Er spielte in Deutschland an mehreren Theaterbühnen. Neben seiner Schauspielerei ist er mit seiner Baritonstimme als OFF-, Synchron- und Hörspielsprecher tätig. Er wird auch unter dem Namen Andreas Köhler im Abspann genannt.
In dem Kurzfilmdrama Ab Morgen spielte er unentgeltlich die Rolle des Familienvaters „Christoph“ der sich im südosteuropäischen Ausland eine Spenderniere kauft. Der Drehort war in Bosnien, Nähe Mostar. Mit einem Bus sind die Produktion samt kleiner Crew und Cast nächtlich von München nach Bosnien gefahren.
Im Jahr 2019 wurde Anno Koehler als Sprecher für die Dokumentation „Speer Goes to Hollywood“ besetzt. Die Sprachaufnahmen fanden in den Realworks Studios in Tel Aviv statt. Vanessa Lapa ist die Regisseurin dieses Werkes, die schon mit Ihrer 2014 erschienenen Dokumentation „The Descent One“ international für Aufmerksamkeit sorgte. „Speer Goes to Hollywood“ läuft auf der Berlinale 2020 in der Sektion Special.
Anno Koehler lebt in München und in Berlin.

## Filmografie
- 1985: Mein lieber Schatz
- 1994: Der König (Fernsehserie, 1 Folge)
- 1997: Unter uns (Fernsehserie, 1 Folge)
- 1998: Die unerwünschte Zeugin (Fernsehfilm)
- 1999/2001: Streit um drei in  Goldkehlchen und Mit falscher Zunge
- 1999: SOKO 5113 in  Schuld und Sühne
- 1999: Wie würden Sie entscheiden? (Fernsehserie, 1 Folge)
- 2000: Bei aller Liebe (Fernsehserie, 1 Folge)
- 2000: Forsthaus Falkenau (Fernsehserie, 1 Folge)
- 2001: Alle meine Töchter (Fernsehserie, 1 Folge)
- 2002/2004: Marienhof (Fernsehserie, 2 Folgen)
- 2004: Becker 1:1 (Fernsehserie, 3 Folgen)
- 2005: Ein Fall für Barz
- 2005: Das letzte Wort (Kurzfilm)
- 2005: Sturm der Liebe (Fernsehserie, 1 Folge)
- 2006: Die Wolke (Spielfilm)
- 2007: Dumpa (Kurzfilm)[2]
- 2007: Dekalog IV (Kurzfilm)[3]
- 2007: Der Schatten (Kurzfilm)
- 2007: Tatort in Der Traum von der Au
- 2007: Ahornallee (Fernsehserie, 1 Folge)
- 2008: Kommissarin Lucas in Der schwarze Mann (Fernsehserie)
- 2008: SOKO 5113 in Tausend Tage (Fernsehserie)
- 2008: Logo (Fernsehserie)
- 2009: Tatort – Wir sind die Guten
- 2010: Schwitzkasten (Kurzfilm, Komödie)
- 2010: Batterie (Kurzfilm)[2]
- 2010: Fly me to the Moon (Kurzfilm, Drama)
- 2010: Aktenzeichen XY … ungelöst (Fernsehsendung)
- 2010: Das rote Zimmer
- 2011: Ab Morgen (Kurzfilm, Drama)
- 2011: Herzflimmern (Fernsehserie)
- 2011: München 7 Fernsehserie
- 2011: Guten Tag Abschlussfilm HFF
- 2012: Sky - Der Ryder Cup Werbung
- 2012: Sturm der Liebe Fernsehserie
- 2012: Irrdisch Kurzfilm
- 2013: Freigeist Abschlussfilm HDK
- 2013: In der Galerie Kurzfilm
- 2013: Meine Frau, ihr Traummann und ich Fernsehfilm, ZDF
- 2013: Meine Freundin, ihre Familie und ich Fernsehserie, Sat 1
- 2013: Schunk Group Werbung
- 2014: Heiter bis tödlich - Hubert und Staller Fernsehserie
- 2014: In Gefahr Doku-Serie, Sat 1
- 2014: Bosch Werbung
- 2015: In Gefahr Doku-Serie, Sat 1
- 2016: SOKO München – Kaninchenmord
- 2017: Mama ist die Beste Fernsehserie, Sat1
- 2018: Aktenzeichen XY … ungelöst (Fernsehsendung)
- 2019: Aktenzeichen XY Spezial (Fernsehsendung)
- 2019: Zwischen uns die Wildnis (Kurzfilm)
- 2020: Speer Goes to Hollywood (israelischer Dokumentarfilm)
- 2021: Hubert ohne Staller (TV-Serie)
- 2021: Auf der anderen Seite der Freiheit (Kino-Kurzfilm)
- 2022: Kah`s Nightmare (Kino Kurzfilm)
- 2022: Watzmann ermittelt (TV-Serie)
- 2022: Deine schöne Hölle (Kinofilm)
- 2023: Siehst du das auch? (Kino-Kurzfilm)
- 2024: Iam.JustMyself (Serie - BR-Online)
- 2024: Die Bergretter (TV-Serie)

## Theater
- 2000: Don Carlos, Rolle: Don Alonso – Regie: Michael Stahlknecht (Akademietheater München)
- 2001: The Voice Frank Sinatra, Rolle: Peter Lawford/Roselli – Regie: Axel Stöcker (Komödie im Bayerischen Hof München / Tournee)
- 2002: Edith Piaf, Rolle: Jacko/Angelo – Regie: Rolf von Sydow (Komödie im Bayerischen Hof München / Tournee)
- 2003: Die Brücke, Rolle: Sten – Regie: Claus Peter Seifert (Halle 7 München)
- 2003: Die Hände, Rolle: Dea Loher – Regie: Oliver Zimmer (Halle 7 München)
- 2003: Mich hätten Sie sehen sollen, Rolle: Walter Lemisch – Regie: Helmut Fuschl (Komödie im Bayerischen Hof / Tournee)
- 2004: Balance Act, Rolle: Eugene Ormsby – Regie: Oliver Zimmer (TorTurmTheater Sommerhausen)
- 2004: Fümms Bö wö tä zä uuuh, Rolle: Pianist – Regie Wolfgang Bauschmid (TamsTheater München)
- 2006: Kolostrum, Rolle: Hades – Regie: Dirk Arlt – (Teamtheater München)
- 2006: Romeo und Julia, Rolle: Tybalt – Regie: Christoph Brück (Theatergastspiele Kempf)
- 2010: Ein grotesker Theaterabend, Rolle: Horst – Regie: Turba/Karrer (ValentinKarlstadt Theater)
- 2012: Good morning boys and girls, Rolle: Roby – Regie: Philipp Jescheck – (Teamtheater München)
- 2014: Doig, Rolle: Doig – Regie: Oliver Zimmer – (Teamtheater München)
- 2020–2022: Die Gruft, Rolle: Anton – Regie: Wolfgang Bauschmid – ()
- 2023: Flint, Rolle: Flint – Regie: Johann Gubo – (Kulturfabrik Mindelheim)